# Родниковский (Башкортостан)
Родниковский — упразднённый хутор Верхоторского сельсовета в Ишимбайском районе Башкирской АССР (сейчас Башкортостан).

## География
Находился к северу-востоку от села Ромадановка. Ближайший населённый пункт — хутор Лашминский (Лашмино).

### Географическое положение
Расстояние до:
- районного центра (Ишимбай): 37 км
- центра сельсовета (Верхотор): 10 км
- ближайшей ж/д станции (Салават): около 50 км

## История
Основан в 1920-е годы как товарищество в Верхоторской волости.
В 1926 году — 33 двора. В 1939 году — в составе Ромадановского сельсовета.
В 1986 году вышел Указ Президиума ВС Башкирской АССР от 27.06.1986 № 6-2/215, где также постановлялось упразднить хутор Арметбаш и деревню Сафаутуй Арметовского сельсовета, хутор Родниковский Верхоторского сельсовета Ишимбайского района.
Упразднён в 1987 году согласно Указу Президиума ВС Башкирской АССР № 6-2/481 «Об исключении из учётных данных некоторых населенных пунктов». Согласно Указу, упразднены 4 населённых пункта Ишимбайского района: хутор Арметбаш и деревня Сафартуй в Арметовском сельсовете, хутор Родниковский Верхоторского сельсовета, посёлок Михайло-Архангельский Салиховского сельсовета.

## Население
В 1939 году 185 человек, в 1959 году — 130.

## Топографическая карта
Лист карты N-40-101 Воскресенское. Масштаб: 1 : 100 000. Издание 1979 г.